# 全日本情報学習振興協会
一般財団法人全日本情報学習振興協会（ぜんにほん じょうほうがくしゅう しんこうきょうかい）は、情報関連の検定試験や講習会等を実施している法人。元文部科学省所轄。

## 検定試験
以下の検定試験を主催している。かつて日本情報教育検定協会が主催していた検定試験（パソコン技能検定等）も統合して、同財団が実施している。

### 情報管理に関する知識を問う試験
- 個人情報保護士認定試験
- 個人情報保護法検定
- マイナンバー実務検定
- 情報セキュリティ管理士認定試験
- 情報セキュリティ初級認定試験
- 企業情報管理士認定試験

### パソコン運用に必要な知識・技能を問う試験
- パソコン検定 タイピング試験
- パソコン検定 文書試験
- パソコン検定 文書・表計算試験
- パソコン技能検定ビジネス実務試験
- パソコン技能検定II種試験
- 文書処理能力検定試験I種
- 文書処理能力検定試験Ⅱ種
- パソコン基礎検定試験
- パソコンインストラクター資格認定試験
- パソコン速記検定試験

### その他の検定
- インバウンド実務主任者認定試験
- 働き方マスター試験
- ワークスタイルコーディネーター認定試験
- 労働法務士認定試験
- 会社法務士認定試験
- 民法債権法務士認定試験
- ストレスチェック検定

## 関連団体

### 一般財団法人個人情報保護士会
個人情報保護士認定試験の資格認定を受けた「個人情報保護士」からなる一般財団法人。
会員向けのサービス（個人情報保護に関する講習会・勉強会の開催など）を中心事業としているが、非会員を対象としたサービスとして、同協会の実施する一部の検定試験（上記の「情報管理に関する知識を問う試験」）の対策セミナーを実施している。

### アット・インダス株式会社（情報学習新聞社）
同協会の実施する検定試験のテキストを発行・販売している。
一部のテキストは店頭販売を行っていないため、試験対策に万全を期す場合、同社にて購入する必要がある。

### 一般財団法人全国就職活動支援協会
主に求職者（学生を含む）および新入社員を対象とした検定試験「ビジネス会話力検定」を実施する一般財団法人。